# 托凯维尔 (犹他州)
托凯维尔（英文：Toquerville），是美国犹他州华盛顿县下属的一座城市。建市于 1858年，面积大约为15.13平方英里（39.2平方公里），海拔约为3,389英尺（1,033米）。根据2010年美国人口普查，该市有人口1,370人。